# 1666 en science
| Années de la science : 1663 - 1664 - 1665 - 1666 - 1667 - 1668 - 1669    |
| Décennies de la science : 1630 - 1640 - 1650 - 1660 - 1670 - 1680 - 1690 |

Cet article présente les faits marquants de l'année 1666 en science.

## Événements

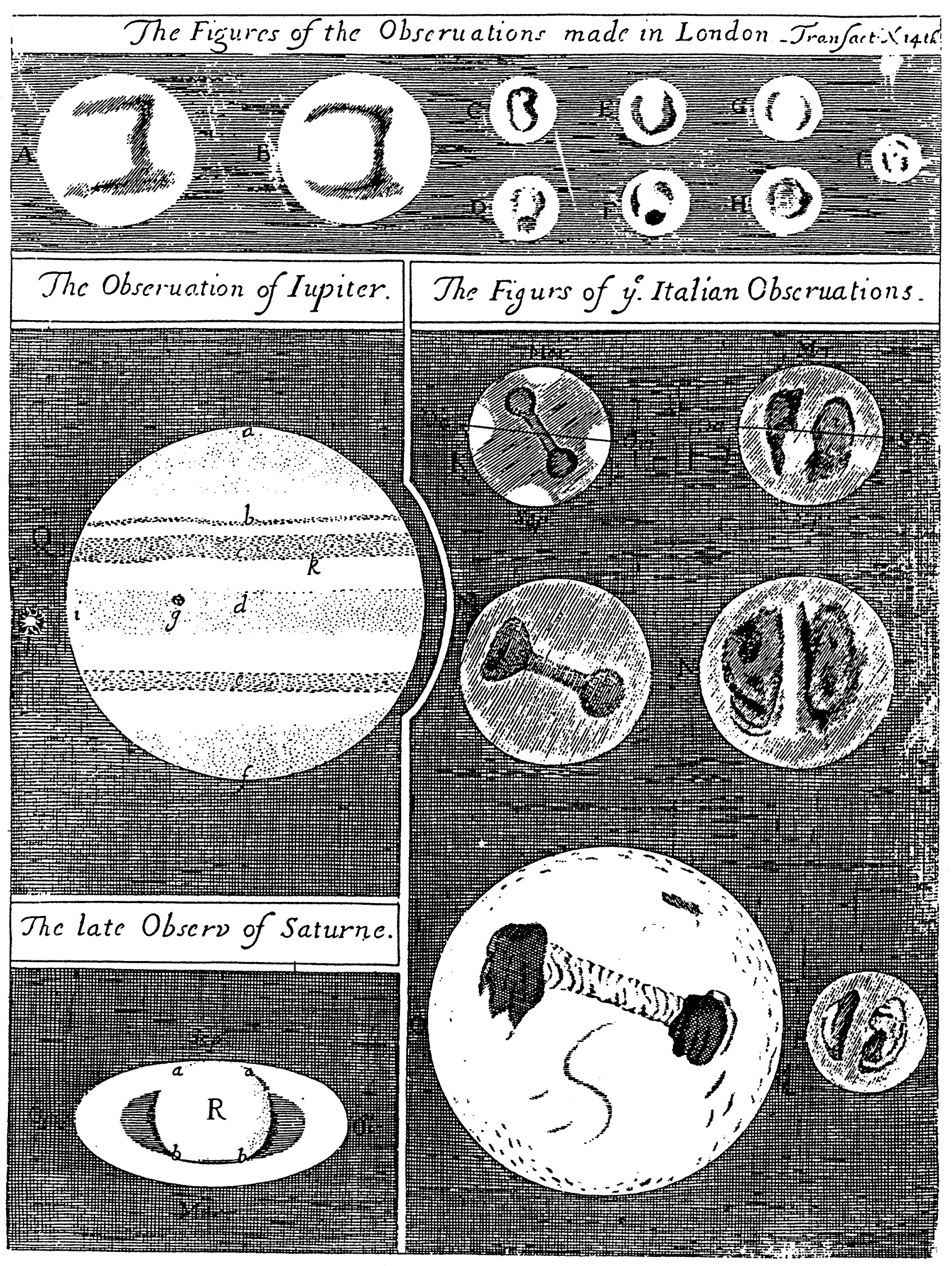
Dessins de Mars, Jupiter et Saturne par Robert Hooke et Giovanni Cassini, publiés dans les Philosophical Transactions of the Royal Society du 2 juillet 1666.

- 21 mars : conférence de Robert Hooke « Sur la gravité » devant la Royal Society de Londres. Il présente la gravitation comme une force d'attraction universelle[1].  Giovanni Alfonso Borelli publie la même année à Florence les Theoricae Mediciorum planetarum ex causis physicis deductae dans lesquels il exprime que la gravité est une force constante qui s'étend sur tous les corps célestes[2], point principal de la loi universelle de la gravitation.

- 2 juillet : le savant hollandais Christiaan Huygens observe à Paris une éclipse de Soleil au cours de laquelle il utilise une horloge à pendule de Huygens et une lunette astronomique à réticule [3].
- 22 décembre : fondation de l'Académie royale des sciences par Louis XIV de France. Huygens en est le membre principal jusqu'en 1681[3]. Elle se consacre aux mathématiques, à l’astronomie, à la cartographie, à la botanique, à l’anatomie et à la chimie. Elle ne reçoit ses statuts qu'en 1699.

- Isaac Newton découvre que la lumière solaire, en traversant un prisme, peut être décomposé en bandes colorées qu'il appelle spectre lumineux. Les couleurs du spectre peuvent être recomposées en lumière blanche lorsqu'elles passent à travers un deuxième prisme[4].
- Newton développe son calcul des fluxions ou calcul infinitésimal[5].
- Samuel Morland met au point une machine à calculer de poche[6].
- Création des Jardins royaux de Herrenhausen à Hanovre.

## Publications
- Margaret Cavendish :

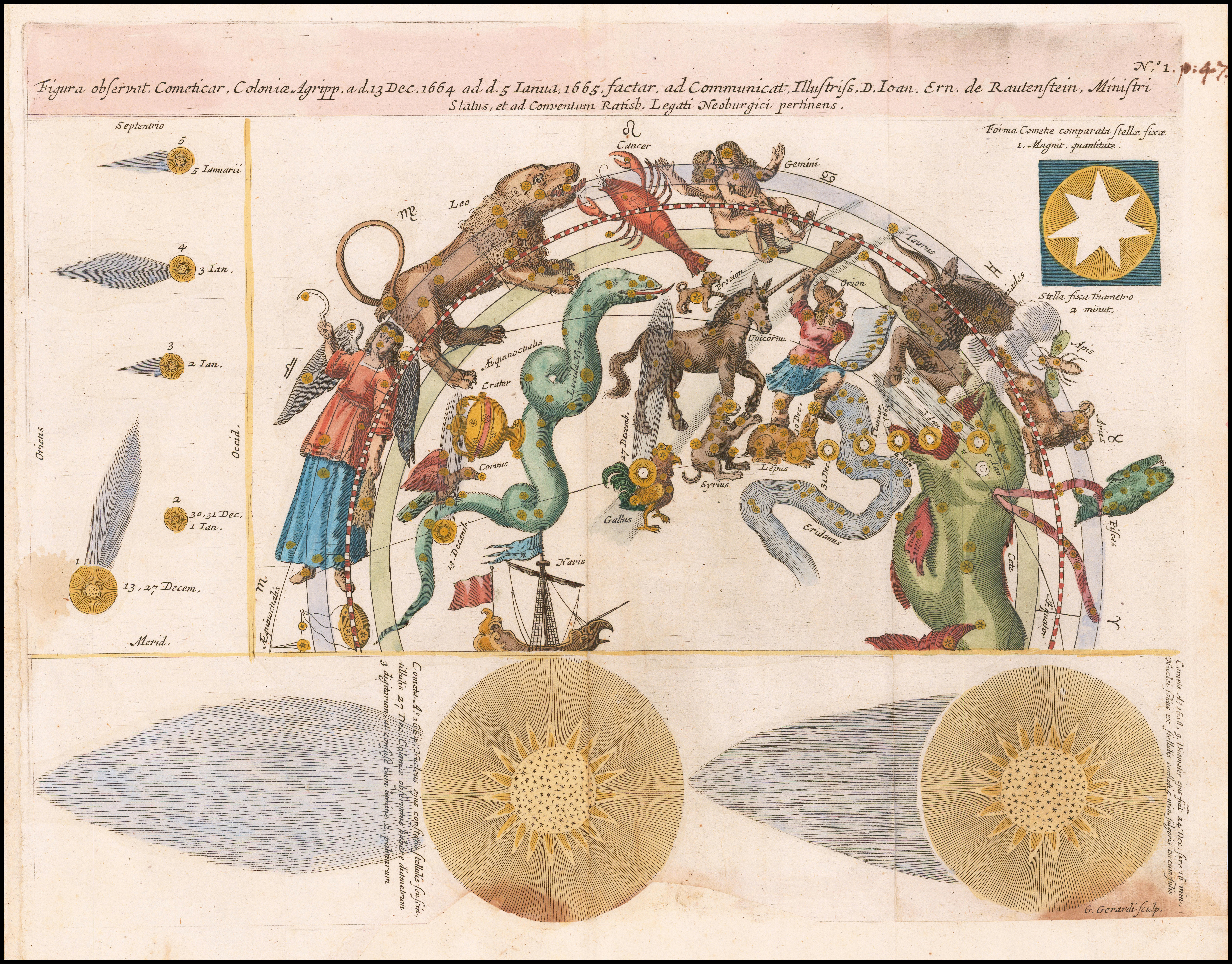
Illustration du Theatrum cometicum, 1668.

  - Observations upon Experimental Philosophy.
  - The Blazing World.
- Gottfried Wilhelm Leibniz : De l’Art combinatoire (De arte combinatoria).
- Stanisław Lubieniecki : Theatrum cometicum, Amsterdam, en trois volumes publiés de 1666 à 1668.

## Naissances
- 16 septembre : Antoine Parent (mort en 1726), mathématicien et physicien français.
- Stephen Gray (mort en 1736), physicien britannique.
- Francis Hauksbee (mort en 1713), scientifique britannique.

## Décès
- 22 mai : Gaspar Schott (né en 1608), jésuite et scientifique allemand.

- Jean-Baptiste Baliani (né en 1582), physicien et homme politique italien.